# Bart Lemmen
Bart Lemmen (Países Bajos, 14 de octubre de 1995) es un ciclista profesional neerlandés que compite con el equipo Team Visma | Lease a Bike.

## Trayectoria
En 2021 empezó a competir en ciclismo mientras compaginaba sus labores en el Ejército del Aire de los Países Bajos. Al año siguiente fichó por el VolkerWessels Cycling Team y logró un cuarto puesto en el Campeonato de los Países Bajos en Ruta o una séptima posición en el Tour de Eslovaquia, resultados que le permitieron dedicarse al ciclismo a tiempo completo en 2023 tras incorporarse al Human Powered Health. Doce meses después dio el salto a la máxima categoría una vez firmó con el Team Jumbo-Visma un contrato de dos años.
Con el equipo neerlandés pudo participar en carreras del UCI WorldTour. En la primera de ellas, el Tour Down Under 2024, finalizó en el quinto puesto de la clasificación general. Mejoró este resultado en mayo en el Tour de Noruega, donde solo Axel Laurance pudo superarle, y en junio fue alineado para participar en el Tour de Francia a solo cuatro días del inicio de la prueba debido a la baja de Sepp Kuss.

## Palmarés
2022
- 1 etapa de la Kreiz Breizh Elites

## Resultados en Grandes Vueltas y Campeonatos del Mundo
| Carrera         | Carrera         | 2022 | 2023 | 2024 | 2025 |
| --------------- | --------------- | ---- | ---- | ---- | ---- |
|                 | Giro de Italia  | —    | —    | —    | 42.º |
|                 | Tour de Francia | —    | —    | 70.º | —    |
|                 | Vuelta a España | —    | —    | —    | —    |
| Mundial en Ruta | Mundial en Ruta | —    | —    | Ab.  | —    |

―: no participa
Ab.: abandono

## Equipos
- VolkerWessels Cycling Team (2022)
- Human Powered Health (2023)
- Team Visma | Lease a Bike (2024-)